# Salon de l'automobile de Munich
Le Salon de l'automobile de Munich (ou IAA Mobility - Internationale Automobil-Ausstellung) est un grand salon automobile allemand organisé par le Verband der Automobilindustrie (VDA), l'union de l'industrie automobile allemande. Il a lieu tous les deux ans (les années impaires) à Munich en Allemagne, en alternance avec le Mondial de l'automobile de Paris (le plus grand salon en termes de fréquentation). L'édition 2021 est la première de ce salon à se tenir à Munich, car il se déroulait auparavant à Francfort.

## Histoire
En janvier 2020, l'association automobile allemande annonce la fin de l'organisation du salon de Francfort dont la fréquentation a chuté de 810 000 à 560 000 visiteurs entre 2017 et 2019. La VDA indique que l'édition 2021 devra se dérouler soit à Berlin, Hambourg ou Munich.
Le 5 mars 2020, la VDA annonce que c'est la ville de Munich qui a été sélectionnée pour le déroulement du prochain grand salon automobile allemand à partir de septembre 2021. Le salon conserve le nom de Internationale Automobil-Ausstellung ou IAA.
Comme le Mondial de l'automobile de Paris et le salon de Genève, le salon allemand s'oriente vers la mobilité en général plutôt qu'uniquement sur l'automobile et il se déroule dorénavant sur six jours contre onze à Francfort.
L'IAA de Munich s'étend sur trois zones géographiques distinctes :  
- Summit, exposition statique dans un hall du parc d’expositions.
- Open Space, dans les zones les plus fréquentées de la capitale bavaroise pour faire découvrir au public les technologies de mobilité du futur.
- Blue Lane, en centre-ville, pour tester les concepts sur un parcours allant jusqu'au palais des expositions[7].

Une forte mobilisation contre le salon a eu lieu le 11 septembre avec environ 25 000 manifestants.

## Éditions

### 1reédition (2021)
La première édition du salon de Munich se déroule du 7 au 12 septembre 2021.

#### Nouveautés
- BMW Série 2 Coupé II
- Dacia Jogger
- Hyundai Elantra N
- Kia Sportage (Europe)
- Mercedes Classe C All-Terrain
- Mercedes EQE
- Mercedes EQS 53 AMG[10]
- Microlino
- Mobilize Limo
- Ora Cat[11]
- Renault Mégane E-tech Electric
- Volkswagen Multivan T7
- Volkswagen Taigo
- Wey Coffee 01[11]

#### Concept cars
- Audi Grandsphere
- Audi Skysphere
- Audi Urbansphere Concept
- BMW i Vision Circular
- Mercedes-AMG One Forza
- Mercedes EQT Concept
- Mercedes EQG Concept
- Mercedes-Maybach EQS SUV Concept[12]
- Porsche Mission R[13]
- Renault 4L Electric Concept[14]
- Smart Concept #1[15]
- Volkswagen ID. Life

### 2eédition (2023)
La seconde édition du salon de Munich se déroule du 5 au 10 septembre 2023.

#### Nouveautés
- Audi Q6 e-tron[17]
- Avatr 12[18]
- BMW Série 5 IX
- BYD Seal U[19]
- Cupra Tavascan
- Denza D9[20]
- Fisker Pear[17]
- Human Horizon HiPhi X
- Human Horizon HiPhi Z
- Kia EV9
- Leapmotor C01
- Leapmotor C10
- Mercedes-AMG GT II[21]
- Mercedes-Benz Classe CLE
- Mercedes-Benz Classe E All Terrain[22]
- Mini V[21]
- Mini Countryman III
- Nammi 01
- Porsche 911 S/T[23]
- Renault Grand Kangoo[24].
- Renault Scénic E-Tech Electric[25]
- Smart #3
- Volkswagen ID.7 GTX
- Volkswagen Passat SW

#### Restylages
- Audi Q8 phase 2[26].
- Mercedes-Benz EQA phase 2[27]
- Mercedes-Benz EQB phase 2
- Opel Corsa F phase 2[17]
- Tesla Model 3 Highland (phase 2)[28]

#### Concept cars
- BMW Vision Neue Klasse Concept[29]
- Cupra DarkRebel[17]
- Cupra Raval Concept[30]
- Mercedes-AMG GT Concept E Performance[31]
- Mercedes-Benz CLA Concept[32]
- Mercedes-Benz Vision One Eleven
- Opel Experimental Concept[33]
- Polestar Synergy[34]
- Volkswagen ID. GTI Concept[35]